# 일죽시외버스터미널
일죽시외버스터미널은 경기도 안성시 일죽면 주래본죽로 25 (송천리 27번지)에 위치한 대한민국의 시외버스터미널이다.
2층 건물로 구성되어 있지만 2층은 가정집으로 사용하고 있고, 1층에 있는 gs25편의점에서 승차권을 판매한다. 대합실은 승차장 앞에 지붕을 설치하여 간이 대합실로 꾸며졌다.

## 운행 노선

### 시외버스
| 방면        | 행선지 |
| ----------- | --- |
| 강원권 방면 | 문막, 원주 |
| 수도권 방면 | 공도, 대림동산, 동서울, 동아방송대, 서울남부, 성남, 송탄, 수원, 안산, 안양, 양평, 여주, 오산, 이천, 인천, 장호원, 태평리, 평택 |
| 충청권 방면 | 감곡, 건국대(충주), 꽃동네, 대소, 대전, 무극, 삼성, 생극, 수안보, 아산(온양), 연풍, 용원, 월악산, 음성, 주덕, 천안, 청주, 충주 |
| 영남권 방면 | 문경, 안동, 예천, 용궁, 점촌, 풍산                                                                                             |

### 시내버스
● 경기도 도시형버스
- 3번 (일죽터미널 ~ 삼성터미널)
- 3-5번 (일죽터미널 ~ 죽산터미널)
- 3-7번 (일죽터미널 ~ 산북리)
- 3-8번 (일죽터미널 ~ 대죽4리)
- 3-9번 (일죽터미널 ~ 율동)
- 3-11번 (일죽터미널 ~ 장암리)
- 37번 (금석동 ~ 여주터미널)
- 370번 (일죽터미널 ~ 평택시외버스터미널)
- 380번 (안성종합버스터미널 ~ 평택시외버스터미널)

## 특이 사항
- 국립이천호국원으로 운행하는 셔틀버스가 하루 3회 운행한다.
- 삼성을 경유하여 꽃동네, 맹동 방면으로 가는 버스는 터미널 건너편 비닐하우스 꽃집 앞에서 승차한다.